# معتمدية قعفور
معتمدية قعفور إحدى معتمديات الجمهورية التونسية، تابعة لولاية سليانة.

### مواضيع ذات علاقة
- ولاية سليانة.